# Ɒ
Cette page contient des caractères spéciaux ou non latins. S’ils s’affichent mal (▯, ?, etc.), consultez la page d’aide Unicode.
Ne doit pas être confondu avec la lettre a culbuté ‹ Ɐ, ɐ ›.
La lettre Ɒ (minuscule ɒ), appelée alpha culbuté ou a cursif culbuté, est une lettre additionnelle qui est utilisée dans la transcription phonétique. Sa forme minuscule est utilisée par l’alphabet phonétique international, l’alphabet phonétique américaniste, l’alphabet phonétique ouralien, la transcription Dania, la transcription Norvegia, l’alphabet dialectal suédois et plusieurs transcriptions phonétiques utilisées en dialectologie allemande, dont la transcription Teuthonista. Sa forme majuscule est utilisée dans l’alphabet phonétique américaniste.

## Utilisation
Dans l’alphabet phonétique ouralien, la transcription Dania, la transcription Norvegia et l’alphabet dialectal suédois, l’alpha culbuté ‹ ɒ › représente une voyelle pré-ouverte centrale [ɐ].
Dans l’alphabet phonétique international, l’alpha culbuté ‹ ɒ › est proposé, dans les années 1900 et 1910, comme symbole pour  voyelle ouverte postérieure arrondie, notamment utilisée en anglais méridional dans le mot not, et figure dans le tableau de l’API dans les années 1920.
Dans le Handbook of the Linguistic Geography of New England publié en 1939, ‹ ɒ › est utilisé pour représenter une voyelle ouverte postérieure arrondie. Dans d’autres ouvrages, il est aussi parfois utilisé pour dénoté une voyelle ouverte postérieure non arrondie, cette voyelle est notée à l’aide de l’alphabet réfléchi culbuté ‹ ꭤ ›.
Dans l’alphabet phonétique américaniste, l’alpha culbuté ‹ ɒ › représente une voyelle ouverte postérieure non arrondie et sa majuscule ‹ Ɒ › représente une voyelle ouverte postérieure non arrondie dévoisée,.
Dans le créole ceinturien, le langue construite faite par Nick Farmer pour série télévisée de science-fiction, The Expanse. Dedans, c'est parfois utilisé comme alternative à digramme Ow, lequel est utilisé pour représenter voyelle ouverte postérieure arrondie ([ɒ]). Par exemple, l'orthographe alternative du mot owkwa, qui signifie eau, serait ɒkwa.

## Représentation informatique
Cette lettre possède les représentations Unicode suivantes :
| formes    | représentations | chaînes de caractères | points de code | descriptions                                |
| --------- | --------------- | --------------------- | -------------- | ------------------------------------------- |
| capitale  | Ɒ               | Ɒ                     | U+2C70         | lettre majuscule latine alpha culbuté       |
| minuscule | ɒ               | ɒ                     | U+0252         | lettre minuscule latine a culbuté           |
| exposant  | ᶛ               | ᶛ                     | U+1D9B         | lettre modificative minuscule alpha culbuté |